# The Simpsons: Bart’s Nightmare
The Simpsons: Bart’s Nightmare (с англ. — «Симпсоны: Кошмар Барта») — компьютерная игра 1992 года. Была выпущена на Sega Mega Drive/Genesis и SNES.

## Игровой процесс
Игра разделена на две части. Действие первой расположено на улице (возможно, Evergreen Terrace, но именуемой «Ветреный Мир»). Барт ходит вокруг и ищет страницы с его домашним заданием, избегая врагов, таких как живые почтовые ящики или различные символы из Симпсонов. Барт может найти свой скейтборд, который выступает в качестве power-up и временно повышает скорость игрока. Лиза Симпсон с крылышками феи будет посыпать на Барта пыльцу, чтобы превратить его в лягушку. Барт в форме лягушки не может атаковать. Если герой поймал поцелуй старой леди, это вернет его в человеческую форму. Барт также может использовать жевательную резинку, чтобы раздуть пузырь, который отразит врагов.
Сеймур Скиннер, иногда появляющийся в игре, пытается надеть на Барта школьный костюм. Если игрок его надевает, у героя изменится внешний вид, он станет очень медленно двигаться и не сможет атаковать врагов, однако костюм также будет защищать Барта от всех врагов, и он не будет получать повреждения.
Когда Барт находит страницу, игрок должен прыгнуть на неё, после этого он начнёт уменьшаться на странице, и игрок должен будет выбрать одну из двух случайно выбранных мини-игр. Игрок должен найти 8 листков. Двери из игры:
- Зелёная дверь: Bartzilla. Барт должен топать по улицам города Спрингфилд и уничтожить армию огненным дыханием и лазерами.
- Фиолетовая дверь: путешествие Барта в поток крови, где Барт должен использовать воздушный насос для надувания и уничтожения микробов. После сбора 5 атомов, когда страница не видна, то игрок выигрывает.
- Жёлтая дверь: Щекотка и Царапка, где Барт был атакован как этими персонажами, так и различными хозяйственными объектами. Эта мини-игра разделена на две половины: Барт должен играть первый раз в первую, а во второй раз — во вторую.
- За голубой дверью: Bartman, где Барт летит над Спрингфилдом как супергерой (пародия на Бэтмена). По дороге он борется со многими боссами, в том числе с Шерри и Терри в воздушном шаре, Барни Гамблом на розовом слоне, Вэйлоном Смитерсом на дирижабле (с ним игрок встретится дважды) и, в конечном счете, с мистером Бёрнсом на биплане. Кроме врагов, Барт должен избегать облака радиоактивного газа. Герой также получает бутылки соды от Апу на волшебном ковре на этом уровне, которые служат, чтобы повысить его энергию.
- Оранжевая дверь: Индиана Барт, где герой должен найти яйца в «Храме Мэгги».

Игра заканчивается, когда Барт умирает в Ветреном Мире или находит все 8 листочков.

## Сюжет
Барт Симпсон засыпает во время учёбы и просыпается в незнакомом месте, где телевизоры и феи бродят по улицам. Игрок должен найти место, где Барт потерял домашнее задание, и пройти через различные уровни, чтобы удержать домашние страницы и в конце концов вернуться в реальный мир.